# Merindu
Merindu is een bestuurslaag in het regentschap Lahat van de provincie Zuid-Sumatra, Indonesië. Merindu telt 305 inwoners (volkstelling 2010).